# 拉夫拉斯-达曼加贝拉
拉夫拉斯-达曼加贝拉（葡萄牙語：Lavras da Mangabeira）是巴西塞阿拉州的一个市镇。总面积947.957平方公里，总人口29719人，人口密度31.4人/平方公里。